# Такатоми (княжество)
Княжество Такатоми (яп. 高富藩 Такатоми-хан) — феодальное княжество (хан) в Японии периода Эдо (1705—1871). Такатоми-хан располагался в провинции Мино (современная префектура Гифу) на острове Хонсю.
Административный центр княжества: Такатоми jinya (укреплённый дом) в провинции Мино (современный город Ямагата в префектуре Гифу).
Доход хана:
- 1705—1871 годы — 10 000 коку риса

## История
Княжество Такатоми было создано в 1705 году для фудай-даймё Хондзё Митиакиры (1683—1725), который получил контроль над окружающей территорией. В 1709 году он построил укрепленный дом (jinya), ставший его резиденцией. Его потомки управляли доменом Такатоми вплоть до Реставрации Мэйдзи.
В 1871 году Такатоми-хан был ликвидирован, на территории бывшего княжества была создана префектура Такатоми, которая в следующем 1872 году была соединена с префектурой Гифу.

## Список даймё
- Род Хондзё, фудай, 1705—1871

- Хондзё Митиакира (本庄道章) (1683—1725), 1-й даймё (1705—1725)
- Хондзё Митинори (本庄道矩) (1709—1745), 2-й даймё (1725—1745), старший сын предыдущего
- Хондзё Мититомо (本庄道倫) (1720—1756), 3-й даймё (1745—1756), приёмный сын предыдущего
- Хондзё Митиката (本庄道堅) (1733—1760), 4-й даймё (1756—1760), приёмный сын предыдущего
- Хондзё Митинобу (本庄道信) (1748—1767), 5-й даймё (1760—1767), приёмный сын предыдущего
- Хондзё Митиаки (本庄道揚) (1753—1771), 6-й даймё (1767—1771), сын Мацудайра Нобунао (1719—1768), даймё Хамамацу-хана, приёмный сын предыдущего
- Хондзё Мититоси (本庄道利) (1754—1805), 7-й даймё (1771—1801), приёмный сын предыдущего
- Хондзё Митимаса (本庄道昌) (1777—1823), 8-й даймё (1801—1819), старший сын предыдущего
- Хондзё Митицура (本庄道貫) (1797—1858), 9-й даймё (1819—1858), четвертый сын Мацудайры Нобуакиры (1763—1817), 3-го даймё Ёсида-хана, приёмный сын предыдущего
- Хондзё Митиёси (本庄道美) (1820—1876), 10-й даймё (1858—1871), старший сын предыдущего.